# Tour de Yorkshire féminin 2019
La 5e édition du Tour de Yorkshire féminin a lieu du 3 au 4 mai 2019. La course fait partie du calendrier international féminin UCI 2019 en catégorie 2.1. Elle est remportée par la Néerlandaise Marianne Vos.
Lorena Wiebes gagne la première étape au sprint. Sur la deuxième étape, Mavi Garcia, Soraya Paladin et Marianne Vos s'échappe dans le final et la Néerlandaise se montre la plus rapide. Au classement général, elles prennent les trois premières places. Christine Majerus gagne le classement par points et Mavi Garcia celui de la meilleure grimpeuse. Boels Dolmans est la meilleure équipe.

## Parcours
La première étape emprunte le circuit du championnat du monde 2019.

## Équipes
| Équipes féminines professionnelles (16)- Alé Cipollini - Bigla - Boels Dolmans - Canyon-SRAM Racing - CCC-Liv - Drops - FDJ-Nouvelle Aquitaine-Futuroscope - Hitec Products - Mitchelton-Scott - Movistar Team - Parkhotel Valkenburg-Destil - Sunweb Women - Tibco-Silicon Valley Bank - Trek-Segafredo - Valcar Cylance - WNT-Rotor Pro Cycling Équipe nationale- Grande-Bretagne Équipe féminines amateur (2)- Brother UK-Tifosi-OnForm - Storey Racing |
| |

## Étapes
| Étape     | Date  | Villes étapes             | type            | Distance (km) | Vainqueur d'étape | Leader du classement général |
| --------- | ----- | ------------------------- | --------------- | ------------- | ----------------- | ---------------------------- |
| 1re étape | 3 mai | Barnsley – Bedale         | étape de plaine | 137           | Lorena Wiebes     | Lorena Wiebes                |
| 2e étape  | 4 mai | Bridlington – Scarborough | étape vallonnée | 135           | Marianne Vos      | Marianne Vos                 |

## Déroulement de la course

### 1reétape
Durant la première heure de course, le peloton reste groupé. Par la suite, Elizabeth Banks attaque suivie par Leah Dixon. Au kilomètre soixante-neuf, elles ont deux minutes d'avance. À l'arrivée sur le circuit, elles sont rejointes par Kelly Murphy, Ingrid Lorvik et Maria Giulia Confalonieri. À cinquante-cinq kilomètres de l'arrivée, leur avance est d'une minute. À vingt-deux kilomètres de la ligne, Elizabeth Deignan place une attaque. Ce qu'à trois kilomètres de la ligne que l'échappée est reprise. Christine Majerus lance le sprint, mais est remontée par Lorena Wiebes. Elle s'empare de la tête du classement général.
| \| Classement de l'étape \| Classement de l'étape \| Classement de l'étape \| Classement de l'étape \| Classement de l'étape \| \| Coureuse \| Coureuse \| Pays \| Équipe \| Temps \| \| --------------------- \| --------------------- \| --------------------- \| ---------------------------------- \| --------------------- \| \| 1re \| Lorena Wiebes \| Pays-Bas \| Parkhotel Valkenburg \| 3 h 35 min 24 s \| \| 2e \| Christine Majerus \| Luxembourg \| Boels Dolmans \| + 0 s \| \| 3e \| Alison Jackson \| Canada \| Tibco-Silicon Valley Bank \| + 0 s \| \| 4e \| Roxane Fournier \| France \| Movistar Team \| + 0 s \| \| 5e \| Lisa Brennauer \| Allemagne \| WNT-Rotor Pro Cycling \| + 0 s \| \| 6e \| Susanne Andersen \| Norvège \| Sunweb \| + 0 s \| \| 7e \| Elisa Balsamo \| Italie \| Valcar Cylance \| + 0 s \| \| 8e \| Anna Henderson \| Royaume-Uni \| Brother UK-Tifosi-Onform \| + 0 s \| \| 9e \| Emilia Fahlin \| Suède \| FDJ-Nouvelle Aquitaine-Futuroscope \| + 0 s \| \| 10e \| Sarah Roy \| Australie \| Mitchelton-Scott \| + 0 s \| |                   |             |                                    |                 |
| |                   |             |                                    |                 |
| Source : Cycling Quotient |                   |             |                                    |                 |
| Classement de l'étape |                   |             |                                    |                 |
| Coureuse | Coureuse          | Pays        | Équipe                             | Temps           |
| 1re | Lorena Wiebes     | Pays-Bas    | Parkhotel Valkenburg               | 3 h 35 min 24 s |
| 2e | Christine Majerus | Luxembourg  | Boels Dolmans                      | + 0 s           |
| 3e | Alison Jackson    | Canada      | Tibco-Silicon Valley Bank          | + 0 s           |
| 4e | Roxane Fournier   | France      | Movistar Team                      | + 0 s           |
| 5e | Lisa Brennauer    | Allemagne   | WNT-Rotor Pro Cycling              | + 0 s           |
| 6e | Susanne Andersen  | Norvège     | Sunweb                             | + 0 s           |
| 7e | Elisa Balsamo     | Italie      | Valcar Cylance                     | + 0 s           |
| 8e | Anna Henderson    | Royaume-Uni | Brother UK-Tifosi-Onform           | + 0 s           |
| 9e | Emilia Fahlin     | Suède       | FDJ-Nouvelle Aquitaine-Futuroscope | + 0 s           |
| 10e | Sarah Roy         | Australie   | Mitchelton-Scott                   | + 0 s           |

| \| Classement général \| Classement général \| Classement général \| Classement général \| Classement général \| \| Coureuse \| Coureuse \| Pays \| Équipe \| Temps \| \| ------------------ \| ------------------------- \| ------------------ \| ---------------------------------- \| ------------------ \| \| 1re \| Lorena Wiebes \| Pays-Bas \| Parkhotel Valkenburg \| 3 h 35 min 14 s \| \| 2e \| Christine Majerus \| Luxembourg \| Boels Dolmans \| + 3 s \| \| 3e \| Alison Jackson \| Canada \| Tibco-Silicon Valley Bank \| + 6 s \| \| 4e \| Susanne Andersen \| Norvège \| Sunweb \| + 7 s \| \| 5e \| Lauren Kitchen \| Australie \| FDJ-Nouvelle Aquitaine-Futuroscope \| + 7 s \| \| 6e \| Marianne Vos \| Pays-Bas \| CCC-Liv \| + 8 s \| \| 7e \| Maria Giulia Confalonieri \| Italie \| Valcar Cylance \| + 8 s \| \| 8e \| Ingrid Lorvik \| Norvège \| Hitec Products-Birk Sport \| + 9 s \| \| 9e \| Roxane Fournier \| France \| Movistar Team \| + 10 s \| \| 10e \| Lisa Brennauer \| Allemagne \| WNT-Rotor Pro Cycling \| + 10 s \| |                           |            |                                    |                 |
| |                           |            |                                    |                 |
| Source : Cycling Quotient |                           |            |                                    |                 |
| Classement général |                           |            |                                    |                 |
| Coureuse | Coureuse                  | Pays       | Équipe                             | Temps           |
| 1re | Lorena Wiebes             | Pays-Bas   | Parkhotel Valkenburg               | 3 h 35 min 14 s |
| 2e | Christine Majerus         | Luxembourg | Boels Dolmans                      | + 3 s           |
| 3e | Alison Jackson            | Canada     | Tibco-Silicon Valley Bank          | + 6 s           |
| 4e | Susanne Andersen          | Norvège    | Sunweb                             | + 7 s           |
| 5e | Lauren Kitchen            | Australie  | FDJ-Nouvelle Aquitaine-Futuroscope | + 7 s           |
| 6e | Marianne Vos              | Pays-Bas   | CCC-Liv                            | + 8 s           |
| 7e | Maria Giulia Confalonieri | Italie     | Valcar Cylance                     | + 8 s           |
| 8e | Ingrid Lorvik             | Norvège    | Hitec Products-Birk Sport          | + 9 s           |
| 9e | Roxane Fournier           | France     | Movistar Team                      | + 10 s          |
| 10e | Lisa Brennauer            | Allemagne  | WNT-Rotor Pro Cycling              | + 10 s          |

### 2eétape
Les conditions météorologiques sont difficiles avec de la pluie et du vent. À soixante-dix kilomètres de l'arrivée, Anna van der Breggen passe à l'offensive. À partir de ce moment-là, les attaques s'enchaînent. Finalement, Marianne Vos, Soraya Paladin, Elizabeth Deignan, Annemiek van Vleuten et Anna Henderson rejoignent la Néerlandaise à l'avant. À soixante kilomètres de la ligne, Mavi Garcia attaque. Quand elle passe au sommet de la côte d'Ugglebarnby, elle a trente secondes d'avance. Derrière, Paladin et Vos reviennent sur elle. À vingt-huit kilomètres du but, Marianne Vos part seule, mais est reprise quatre kilomètres plus loin. Au sprint, Marianne Vos dispose de ses adversaires. Elle remporte le classement général par la même occasion.
| \| Classement de l'étape \| Classement de l'étape \| Classement de l'étape \| Classement de l'étape \| Classement de l'étape \| \| Coureuse \| Coureuse \| Pays \| Équipe \| Temps \| \| --------------------- \| --------------------- \| --------------------- \| --------------------- \| --------------------- \| \| 1re \| Marianne Vos \| Pays-Bas \| CCC-Liv \| 3 h 59 min 16 s \| \| 2e \| Mavi García \| Espagne \| Movistar Team \| + 0 s \| \| 3e \| Soraya Paladin \| Italie \| Alé Cipollini \| + 0 s \| \| 4e \| Christine Majerus \| Luxembourg \| Boels Dolmans \| + 1 min 22 s \| \| 5e \| Amanda Spratt \| Australie \| Mitchelton-Scott \| + 1 min 22 s \| \| 6e \| Lisa Brennauer \| Allemagne \| WNT-Rotor Pro Cycling \| + 1 min 37 s \| \| 7e \| Alice Maria Arzuffi \| Italie \| Valcar Cylance \| + 2 min 01 s \| \| 8e \| Hannah Barnes \| Royaume-Uni \| Canyon-SRAM Racing \| + 2 min 06 s \| \| 9e \| Elizabeth Banks \| Royaume-Uni \| Bigla \| + 2 min 26 s \| \| 10e \| Liane Lippert \| Allemagne \| Sunweb \| + 2 min 39 s \| |                     |             |                       |                 |
| |                     |             |                       |                 |
| Source : Cycling Quotient |                     |             |                       |                 |
| Classement de l'étape |                     |             |                       |                 |
| Coureuse | Coureuse            | Pays        | Équipe                | Temps           |
| 1re | Marianne Vos        | Pays-Bas    | CCC-Liv               | 3 h 59 min 16 s |
| 2e | Mavi García         | Espagne     | Movistar Team         | + 0 s           |
| 3e | Soraya Paladin      | Italie      | Alé Cipollini         | + 0 s           |
| 4e | Christine Majerus   | Luxembourg  | Boels Dolmans         | + 1 min 22 s    |
| 5e | Amanda Spratt       | Australie   | Mitchelton-Scott      | + 1 min 22 s    |
| 6e | Lisa Brennauer      | Allemagne   | WNT-Rotor Pro Cycling | + 1 min 37 s    |
| 7e | Alice Maria Arzuffi | Italie      | Valcar Cylance        | + 2 min 01 s    |
| 8e | Hannah Barnes       | Royaume-Uni | Canyon-SRAM Racing    | + 2 min 06 s    |
| 9e | Elizabeth Banks     | Royaume-Uni | Bigla                 | + 2 min 26 s    |
| 10e | Liane Lippert       | Allemagne   | Sunweb                | + 2 min 39 s    |

## Classements finals

### Classement général final
| \| Classement général \| Classement général \| Classement général \| Classement général \| Classement général \| \| Coureuse \| Coureuse \| Pays \| Équipe \| Temps \| \| ------------------ \| ------------------- \| ------------------ \| --------------------- \| ------------------ \| \| 1re \| Marianne Vos \| Pays-Bas \| CCC-Liv \| 7 h 34 min 27 s \| \| 2e \| Mavi García \| Espagne \| Movistar Team \| + 7 s \| \| 3e \| Soraya Paladin \| Italie \| Alé Cipollini \| + 9 s \| \| 4e \| Christine Majerus \| Luxembourg \| Boels Dolmans \| + 1 min 28 s \| \| 5e \| Amanda Spratt \| Australie \| Mitchelton-Scott \| + 1 min 35 s \| \| 6e \| Lisa Brennauer \| Allemagne \| WNT-Rotor Pro Cycling \| + 1 min 50 s \| \| 7e \| Alice Maria Arzuffi \| Italie \| Valcar Cylance \| + 2 min 14 s \| \| 8e \| Hannah Barnes \| Royaume-Uni \| Canyon-SRAM Racing \| + 2 min 19 s \| \| 9e \| Elizabeth Banks \| Royaume-Uni \| Bigla \| + 2 min 36 s \| \| 10e \| Liane Lippert \| Allemagne \| Sunweb \| + 2 min 50 s \| |                     |             |                       |                 |
| |                     |             |                       |                 |
| |                     |             |                       |                 |
| Classement général |                     |             |                       |                 |
| Coureuse | Coureuse            | Pays        | Équipe                | Temps           |
| 1re | Marianne Vos        | Pays-Bas    | CCC-Liv               | 7 h 34 min 27 s |
| 2e | Mavi García         | Espagne     | Movistar Team         | + 7 s           |
| 3e | Soraya Paladin      | Italie      | Alé Cipollini         | + 9 s           |
| 4e | Christine Majerus   | Luxembourg  | Boels Dolmans         | + 1 min 28 s    |
| 5e | Amanda Spratt       | Australie   | Mitchelton-Scott      | + 1 min 35 s    |
| 6e | Lisa Brennauer      | Allemagne   | WNT-Rotor Pro Cycling | + 1 min 50 s    |
| 7e | Alice Maria Arzuffi | Italie      | Valcar Cylance        | + 2 min 14 s    |
| 8e | Hannah Barnes       | Royaume-Uni | Canyon-SRAM Racing    | + 2 min 19 s    |
| 9e | Elizabeth Banks     | Royaume-Uni | Bigla                 | + 2 min 36 s    |
| 10e | Liane Lippert       | Allemagne   | Sunweb                | + 2 min 50 s    |

### Points UCI
| Position           | 1er | 2e | 3e | 4e | 5e | 6e | 7e | 8e | 9e | 10e | 11e | 12e | 13e à 15e | 16e à 25e |
| Classement général | 125 | 85 | 70 | 60 | 50 | 40 | 35 | 30 | 25 | 20  | 15  | 10  | 5         | 3         |
| Par étape          | 16  | 12 | 8  | 6  | 5  | 4  | 3  | 2  |    |     |     |     |           |           |
| Leader, par étape  | 3   |    |    |    |    |    |    |    |    |     |     |     |           |           |

### Classements annexes
| Classement par points | Classement par points | Classement par points | Classement par points     | Classement par points |
| Coureuse              | Coureuse              | Pays                  | Équipe                    | Points                |
| --------------------- | --------------------- | --------------------- | ------------------------- | --------------------- |
| 1re                   | Christine Majerus     | Luxembourg            | Boels Dolmans             | 20 pts                |
| 2e                    | Marianne Vos          | Pays-Bas              | CCC-Liv                   | 19 pts                |
| 3e                    | Mavi García           | Espagne               | Movistar Team             | 12 pts                |
| 4e                    | Lisa Brennauer        | Allemagne             | WNT-Rotor Pro Cycling     | 11 pts                |
| 5e                    | Susanne Andersen      | Norvège               | Sunweb                    | 10 pts                |
| 6e                    | Soraya Paladin        | Italie                | Alé Cipollini             | 9 pts                 |
| 7e                    | Alison Jackson        | Canada                | Tibco-Silicon Valley Bank | 9 pts                 |
| 8e                    | Elizabeth Banks       | Royaume-Uni           | Bigla                     | 7 pts                 |
| 9e                    | Roxane Fournier       | France                | Movistar Team             | 7 pts                 |
| 10e                   | Amanda Spratt         | Australie             | Mitchelton-Scott          | 6 pts                 |

| Classement par points | Classement par points | Classement par points | Classement par points     | Classement par points |
| Coureuse              | Coureuse              | Pays                  | Équipe                    | Points                |
| --------------------- | --------------------- | --------------------- | ------------------------- | --------------------- |
| 1re                   | Christine Majerus     | Luxembourg            | Boels Dolmans             | 20 pts                |
| 2e                    | Marianne Vos          | Pays-Bas              | CCC-Liv                   | 19 pts                |
| 3e                    | Mavi García           | Espagne               | Movistar Team             | 12 pts                |
| 4e                    | Lisa Brennauer        | Allemagne             | WNT-Rotor Pro Cycling     | 11 pts                |
| 5e                    | Susanne Andersen      | Norvège               | Sunweb                    | 10 pts                |
| 6e                    | Soraya Paladin        | Italie                | Alé Cipollini             | 9 pts                 |
| 7e                    | Alison Jackson        | Canada                | Tibco-Silicon Valley Bank | 9 pts                 |
| 8e                    | Elizabeth Banks       | Royaume-Uni           | Bigla                     | 7 pts                 |
| 9e                    | Roxane Fournier       | France                | Movistar Team             | 7 pts                 |
| 10e                   | Amanda Spratt         | Australie             | Mitchelton-Scott          | 6 pts                 |

| Classement de la montagne | Classement de la montagne | Classement de la montagne | Classement de la montagne | Classement de la montagne |
| Coureuse                  | Coureuse                  | Pays                      | Équipe                    | Points                    |
| ------------------------- | ------------------------- | ------------------------- | ------------------------- | ------------------------- |
| 1re                       | Mavi García               | Espagne                   | Movistar Team             | 8 pts                     |
| 2e                        | Anna van der Breggen      | Pays-Bas                  | Boels Dolmans             | 8 pts                     |
| 3e                        | Soraya Paladin            | Italie                    | Alé Cipollini             | 6 pts                     |

| Classement de la montagne | Classement de la montagne | Classement de la montagne | Classement de la montagne | Classement de la montagne |
| Coureuse                  | Coureuse                  | Pays                      | Équipe                    | Points                    |
| ------------------------- | ------------------------- | ------------------------- | ------------------------- | ------------------------- |
| 1re                       | Mavi García               | Espagne                   | Movistar Team             | 8 pts                     |
| 2e                        | Anna van der Breggen      | Pays-Bas                  | Boels Dolmans             | 8 pts                     |
| 3e                        | Soraya Paladin            | Italie                    | Alé Cipollini             | 6 pts                     |

| Classement par équipes | Classement par équipes | Classement par équipes | Classement par équipes |
| Équipe                 | Équipe                 | Pays                   | Temps                  |
| ---------------------- | ---------------------- | ---------------------- | ---------------------- |
| 1re                    | Boels Dolmans          | Pays-Bas               | 22 h 52 min 20 s       |
| 2e                     | Sunweb Women           | Pays-Bas               | + 1 min 59 s           |
| 3e                     | Mitchelton-Scott       | Australie              | + 3 min 33 s           |

| Classement par équipes | Classement par équipes | Classement par équipes | Classement par équipes |
| Équipe                 | Équipe                 | Pays                   | Temps                  |
| ---------------------- | ---------------------- | ---------------------- | ---------------------- |
| 1re                    | Boels Dolmans          | Pays-Bas               | 22 h 52 min 20 s       |
| 2e                     | Sunweb Women           | Pays-Bas               | + 1 min 59 s           |
| 3e                     | Mitchelton-Scott       | Australie              | + 3 min 33 s           |

## Évolution des classements
| Étape              |                    | Vainqueur _   | Classement général | Classement par points | Meilleure grimpeuse | Super-combative | Meilleure équipe _ |
| ------------------ | ------------------ | ------------- | ------------------ | --------------------- | ------------------- | --------------- | ------------------ |
| 1re étape          | étape de plaine    | Lorena Wiebes | Lorena Wiebes      | Lorena Wiebes         | Elizabeth Banks     | Leah Dixon      | Sunweb Women       |
| 2e étape           | étape vallonnée    | Marianne Vos  | Marianne Vos       | Christine Majerus     | Mavi García         | Lizzie Deignan  | Boels Dolmans      |
| Classements finals | Classements finals |               | Marianne Vos       | Christine Majerus     | Mavi García         | non attribué    | Boels Dolmans      |

## Liste des participantes
| Boels Dolmans DLT | Boels Dolmans DLT                  | Boels Dolmans DLT |
| ----------------- | ---------------------------------- | ----------------- |
| Num               | Coureuse                           | Pos               |
| 1                 | Anna van der Breggen (NED) (route) | 28e               |
| 2                 | Eva Buurman (NED)                  | 22e               |
| 3                 | Amalie Dideriksen (DEN) (route)    | 60e               |
| 4                 | Amy Pieters (NED)                  | 12e               |
| 5                 | Christine Majerus (LUX) (route)    | 4e                |

| Trek-Segafredo TFS | Trek-Segafredo TFS        | Trek-Segafredo TFS |
| ------------------ | ------------------------- | ------------------ |
| Num                | Coureuse                  | Pos                |
| 11                 | Lizzie Deignan (GBR)      | 29e                |
| 12                 | Audrey Cordon-Ragot (FRA) | 20e                |
| 13                 | Letizia Paternoster (ITA) | AB                 |
| 14                 | Tayler Wiles (USA)        | 51e                |
| 15                 | Ruth Edwards (USA)        | AB                 |
| 16                 | Trixi Worrack (GER)       | 58e                |

| Mitchelton-Scott MTS | Mitchelton-Scott MTS       | Mitchelton-Scott MTS |
| -------------------- | -------------------------- | -------------------- |
| Num                  | Coureuse                   | Pos                  |
| 21                   | Annemiek van Vleuten (NED) | 19e                  |
| 22                   | Gracie Elvin (AUS)         | AB                   |
| 23                   | Lucy Kennedy (AUS)         | 57e                  |
| 24                   | Sarah Roy (AUS)            | 34e                  |
| 25                   | Amanda Spratt (AUS)        | 5e                   |
| 26                   | Moniek Tenniglo (NED)      | 72e                  |

| CCC-Liv CCC | CCC-Liv CCC                | CCC-Liv CCC |
| ----------- | -------------------------- | ----------- |
| Num         | Coureuse                   | Pos         |
| 31          | Marianne Vos (NED)         | 1re         |
| 32          | Valerie Demey (BEL)        | 71e         |
| 33          | Jeanne Korevaar (NED)      | 73e         |
| 34          | Riejanne Markus (NED)      | 23e         |
| 35          | Pauliena Rooijakkers (NED) | AB          |

| Canyon-SRAM Racing CSR | Canyon-SRAM Racing CSR | Canyon-SRAM Racing CSR |
| ---------------------- | ---------------------- | ---------------------- |
| Num                    | Coureuse               | Pos                    |
| 41                     | Hannah Barnes (GBR)    | 8e                     |
| 42                     | Alice Barnes (GBR)     | 59e                    |
| 43                     | Tanja Erath (GER)      | 75e                    |
| 44                     | Ella Harris (NZL)      | 45e                    |
| 45                     | Hannah Ludwig (GER)    | 61e                    |
| 46                     | Christa Riffel (GER)   | 31e                    |

| Sunweb SUN | Sunweb SUN                  | Sunweb SUN |
| ---------- | --------------------------- | ---------- |
| Num        | Coureuse                    | Pos        |
| 51         | Liane Lippert (GER) (route) | 10e        |
| 52         | Susanne Andersen (NOR)      | 62e        |
| 53         | Pfeiffer Georgi (GBR)       | 18e        |
| 54         | Juliette Labous (FRA)       | 17e        |
| 55         | Pernille Mathiesen (DEN)    | 77e        |
| 56         | Julia Soek (NED)            | AB         |

| WNT-Rotor Pro Cycling WNT | WNT-Rotor Pro Cycling WNT | WNT-Rotor Pro Cycling WNT |
| ------------------------- | ------------------------- | ------------------------- |
| Num                       | Coureuse                  | Pos                       |
| 61                        | Erica Magnaldi (ITA)      | 25e                       |
| 62                        | Lisa Brennauer (GER)      | 6e                        |
| 63                        | Kathrin Hammes (GER)      | 44e                       |
| 64                        | Ane Santesteban (ESP)     | 53e                       |
| 65                        | Lea Lin Teutenberg (GER)  | 63e                       |
| 66                        | Lara Vieceli (ITA)        | AB                        |

| FDJ-Nouvelle Aquitaine-Futuroscope FDJ | FDJ-Nouvelle Aquitaine-Futuroscope FDJ | FDJ-Nouvelle Aquitaine-Futuroscope FDJ |
| -------------------------------------- | -------------------------------------- | -------------------------------------- |
| Num                                    | Coureuse                               | Pos                                    |
| 71                                     | Shara Marche (AUS)                     | 48e                                    |
| 72                                     | Eugénie Duval (FRA)                    | 41e                                    |
| 73                                     | Emilia Fahlin (SWE) (route)            | 14e                                    |
| 74                                     | Victorie Guilman (FRA)                 | 26e                                    |
| 75                                     | Lauren Kitchen (AUS)                   | 32e                                    |
| 76                                     | Greta Richioud (FRA)                   | AB                                     |

| Valcar Cylance VAL | Valcar Cylance VAL              | Valcar Cylance VAL |
| ------------------ | ------------------------------- | ------------------ |
| Num                | Coureuse                        | Pos                |
| 81                 | Marta Cavalli (ITA) (route)     | 70e                |
| 82                 | Alice Maria Arzuffi (ITA)       | 7e                 |
| 83                 | Elisa Balsamo (ITA)             | 16e                |
| 84                 | Maria Giulia Confalonieri (ITA) | AB                 |
| 85                 | Chiara Consonni (ITA)           | AB                 |
| 86                 | Ilaria Sanguineti (ITA)         | AB                 |

| Movistar Team MOV | Movistar Team MOV          | Movistar Team MOV |
| ----------------- | -------------------------- | ----------------- |
| Num               | Coureuse                   | Pos               |
| 91                | Mavi García (ESP)          | 2e                |
| 92                | Roxane Fournier (FRA)      | 67e               |
| 93                | Lorena Llamas (ESP)        | 76e               |
| 94                | Eider Merino (ESP) (route) | 21e               |
| 95                | Lourdes Oyarbide (ESP)     | 78e               |
| 96                | Alba Teruel (ESP)          | 68e               |

| Tibco-Silicon Valley Bank TIB | Tibco-Silicon Valley Bank TIB | Tibco-Silicon Valley Bank TIB |
| ----------------------------- | ----------------------------- | ----------------------------- |
| Num                           | Coureuse                      | Pos                           |
| 101                           | Alison Jackson (CAN)          | 13e                           |
| 102                           | Nina Kessler (NED)            | 64e                           |
| 103                           | Shannon Malseed (AUS)         | 30e                           |
| 104                           | Rozanne Slik (NED)            | AB                            |
| 105                           | Lauren Stephens (USA)         | 66e                           |

| Parkhotel Valkenburg PHV | Parkhotel Valkenburg PHV | Parkhotel Valkenburg PHV |
| ------------------------ | ------------------------ | ------------------------ |
| Num                      | Coureuse                 | Pos                      |
| 111                      | Lorena Wiebes (NED)      | AB                       |
| 112                      | Nina Buysman (NED)       | AB                       |
| 113                      | Sophie de Boer (NED)     | 54e                      |
| 114                      | Roxane Knetemann (NED)   | 56e                      |
| 115                      | Esther van Veen (NED)    | AB                       |
| 116                      | Demi Vollering (NED)     | 15e                      |

| Alé Cipollini ALE | Alé Cipollini ALE             | Alé Cipollini ALE |
| ----------------- | ----------------------------- | ----------------- |
| Num               | Coureuse                      | Pos               |
| 121               | Chloe Hosking (AUS)           | AB                |
| 122               | Romy Kasper (GER)             | AB                |
| 123               | Soraya Paladin (ITA)          | 3e                |
| 124               | Anna Trevisi (ITA)            | AB                |
| 125               | Marjolein van 't Geloof (NED) | AB                |
| 126               | Eri Yonamine (JPN) (route)    | 46e               |

| Bigla BIG | Bigla BIG               | Bigla BIG |
| --------- | ----------------------- | --------- |
| Num       | Coureuse                | Pos       |
| 131       | Elizabeth Banks (GBR)   | 9e        |
| 132       | Martina Alzini (ITA)    | 38e       |
| 133       | Nicole Hanselmann (SUI) | 74e       |
| 134       | Nikola Nosková (CZE)    | 55e       |
| 135       | Sophie Wright (GBR)     | 47e       |

| Hitec Products-Birk Sport HPU | Hitec Products-Birk Sport HPU | Hitec Products-Birk Sport HPU |
| ----------------------------- | ----------------------------- | ----------------------------- |
| Num                           | Coureuse                      | Pos                           |
| 141                           | Lucy van der Haar (GBR)       | AB                            |
| 142                           | Grace Garner (GBR)            | AB                            |
| 143                           | Ingvild Gåskjenn (NOR)        | 49e                           |
| 144                           | Vita Heine (NOR) (route)      | 11e                           |
| 145                           | Ingrid Lorvik (NOR)           | 33e                           |
| 146                           | Chanella Stougje (NED)        | AB                            |

| Drops DRP | Drops DRP                | Drops DRP |
| --------- | ------------------------ | --------- |
| Num       | Coureuse                 | Pos       |
| 151       | Abby-Mae Parkinson (GBR) | 36e       |
| 152       | Elinor Barker (GBR)      | AB        |
| 153       | Megan Barker (GBR)       | AB        |
| 154       | Anna Christian (GBR)     | 65e       |
| 155       | Eleanor Dickinson (GBR)  | 69e       |
| 156       | Elizabeth Holden (GBR)   | 24e       |

| Grande-Bretagne GBR | Grande-Bretagne GBR | Grande-Bretagne GBR |
| ------------------- | ------------------- | ------------------- |
| Num                 | Coureuse            | Pos                 |
| 161                 | Jessica Roberts     | 39e                 |
| 162                 | Danielle Christmas  | 43e                 |
| 163                 | Anna Docherty       | AB                  |
| 164                 | Lauren Dolan        | 27e                 |
| 165                 | Nicola Juniper      | 50e                 |
| 166                 | Rebecca Raybould    | AB                  |

| Sans équipe ___ | Sans équipe ___    | Sans équipe ___ |
| --------------- | ------------------ | --------------- |
| Num             | Coureuse           | Pos             |
| 171             | Sarah Storey (GBR) | AB              |

| Storey Racing STR | Storey Racing STR      | Storey Racing STR |
| ----------------- | ---------------------- | ----------------- |
| Num               | Coureuse               | Pos               |
| 172               | Elynor Bäckstedt (GBR) | 35e               |
| 173               | Lucy Gadd (GBR)        | AB                |
| 174               | Jayati Hine (GBR)      | AB                |
| 175               | Kelly Murphy (IRL)     | AB                |

| Brother UK-Tifosi-Onform ___ | Brother UK-Tifosi-Onform ___ | Brother UK-Tifosi-Onform ___ |
| ---------------------------- | ---------------------------- | ---------------------------- |
| Num                          | Coureuse                     | Pos                          |
| 181                          | Anna Henderson (GBR)         | 37e                          |
| 182                          | Leah Dixon (GBR)             | 52e                          |

| Tibco-Silicon Valley Bank TIB | Tibco-Silicon Valley Bank TIB | Tibco-Silicon Valley Bank TIB |
| ----------------------------- | ----------------------------- | ----------------------------- |
| Num                           | Coureuse                      | Pos                           |
| 183                           | Rebecca Durrell (GBR)         | 42e                           |

| Brother UK-Tifosi-Onform ___ | Brother UK-Tifosi-Onform ___ | Brother UK-Tifosi-Onform ___ |
| ---------------------------- | ---------------------------- | ---------------------------- |
| Num                          | Coureuse                     | Pos                          |
| 184                          | Jessica Finney (GBR)         | AB                           |
| 185                          | Gabriella Shaw (GBR)         | AB                           |
| 186                          | Emily Wadsworth (GBR)        | 40e                          |

| Boels Dolmans DLT | Boels Dolmans DLT                  | Boels Dolmans DLT |
| ----------------- | ---------------------------------- | ----------------- |
| Num               | Coureuse                           | Pos               |
| 1                 | Anna van der Breggen (NED) (route) | 28e               |
| 2                 | Eva Buurman (NED)                  | 22e               |
| 3                 | Amalie Dideriksen (DEN) (route)    | 60e               |
| 4                 | Amy Pieters (NED)                  | 12e               |
| 5                 | Christine Majerus (LUX) (route)    | 4e                |

| Trek-Segafredo TFS | Trek-Segafredo TFS        | Trek-Segafredo TFS |
| ------------------ | ------------------------- | ------------------ |
| Num                | Coureuse                  | Pos                |
| 11                 | Lizzie Deignan (GBR)      | 29e                |
| 12                 | Audrey Cordon-Ragot (FRA) | 20e                |
| 13                 | Letizia Paternoster (ITA) | AB                 |
| 14                 | Tayler Wiles (USA)        | 51e                |
| 15                 | Ruth Edwards (USA)        | AB                 |
| 16                 | Trixi Worrack (GER)       | 58e                |

| Mitchelton-Scott MTS | Mitchelton-Scott MTS       | Mitchelton-Scott MTS |
| -------------------- | -------------------------- | -------------------- |
| Num                  | Coureuse                   | Pos                  |
| 21                   | Annemiek van Vleuten (NED) | 19e                  |
| 22                   | Gracie Elvin (AUS)         | AB                   |
| 23                   | Lucy Kennedy (AUS)         | 57e                  |
| 24                   | Sarah Roy (AUS)            | 34e                  |
| 25                   | Amanda Spratt (AUS)        | 5e                   |
| 26                   | Moniek Tenniglo (NED)      | 72e                  |

| CCC-Liv CCC | CCC-Liv CCC                | CCC-Liv CCC |
| ----------- | -------------------------- | ----------- |
| Num         | Coureuse                   | Pos         |
| 31          | Marianne Vos (NED)         | 1re         |
| 32          | Valerie Demey (BEL)        | 71e         |
| 33          | Jeanne Korevaar (NED)      | 73e         |
| 34          | Riejanne Markus (NED)      | 23e         |
| 35          | Pauliena Rooijakkers (NED) | AB          |

| Canyon-SRAM Racing CSR | Canyon-SRAM Racing CSR | Canyon-SRAM Racing CSR |
| ---------------------- | ---------------------- | ---------------------- |
| Num                    | Coureuse               | Pos                    |
| 41                     | Hannah Barnes (GBR)    | 8e                     |
| 42                     | Alice Barnes (GBR)     | 59e                    |
| 43                     | Tanja Erath (GER)      | 75e                    |
| 44                     | Ella Harris (NZL)      | 45e                    |
| 45                     | Hannah Ludwig (GER)    | 61e                    |
| 46                     | Christa Riffel (GER)   | 31e                    |

| Sunweb SUN | Sunweb SUN                  | Sunweb SUN |
| ---------- | --------------------------- | ---------- |
| Num        | Coureuse                    | Pos        |
| 51         | Liane Lippert (GER) (route) | 10e        |
| 52         | Susanne Andersen (NOR)      | 62e        |
| 53         | Pfeiffer Georgi (GBR)       | 18e        |
| 54         | Juliette Labous (FRA)       | 17e        |
| 55         | Pernille Mathiesen (DEN)    | 77e        |
| 56         | Julia Soek (NED)            | AB         |

| WNT-Rotor Pro Cycling WNT | WNT-Rotor Pro Cycling WNT | WNT-Rotor Pro Cycling WNT |
| ------------------------- | ------------------------- | ------------------------- |
| Num                       | Coureuse                  | Pos                       |
| 61                        | Erica Magnaldi (ITA)      | 25e                       |
| 62                        | Lisa Brennauer (GER)      | 6e                        |
| 63                        | Kathrin Hammes (GER)      | 44e                       |
| 64                        | Ane Santesteban (ESP)     | 53e                       |
| 65                        | Lea Lin Teutenberg (GER)  | 63e                       |
| 66                        | Lara Vieceli (ITA)        | AB                        |

| FDJ-Nouvelle Aquitaine-Futuroscope FDJ | FDJ-Nouvelle Aquitaine-Futuroscope FDJ | FDJ-Nouvelle Aquitaine-Futuroscope FDJ |
| -------------------------------------- | -------------------------------------- | -------------------------------------- |
| Num                                    | Coureuse                               | Pos                                    |
| 71                                     | Shara Marche (AUS)                     | 48e                                    |
| 72                                     | Eugénie Duval (FRA)                    | 41e                                    |
| 73                                     | Emilia Fahlin (SWE) (route)            | 14e                                    |
| 74                                     | Victorie Guilman (FRA)                 | 26e                                    |
| 75                                     | Lauren Kitchen (AUS)                   | 32e                                    |
| 76                                     | Greta Richioud (FRA)                   | AB                                     |

| Valcar Cylance VAL | Valcar Cylance VAL              | Valcar Cylance VAL |
| ------------------ | ------------------------------- | ------------------ |
| Num                | Coureuse                        | Pos                |
| 81                 | Marta Cavalli (ITA) (route)     | 70e                |
| 82                 | Alice Maria Arzuffi (ITA)       | 7e                 |
| 83                 | Elisa Balsamo (ITA)             | 16e                |
| 84                 | Maria Giulia Confalonieri (ITA) | AB                 |
| 85                 | Chiara Consonni (ITA)           | AB                 |
| 86                 | Ilaria Sanguineti (ITA)         | AB                 |

| Movistar Team MOV | Movistar Team MOV          | Movistar Team MOV |
| ----------------- | -------------------------- | ----------------- |
| Num               | Coureuse                   | Pos               |
| 91                | Mavi García (ESP)          | 2e                |
| 92                | Roxane Fournier (FRA)      | 67e               |
| 93                | Lorena Llamas (ESP)        | 76e               |
| 94                | Eider Merino (ESP) (route) | 21e               |
| 95                | Lourdes Oyarbide (ESP)     | 78e               |
| 96                | Alba Teruel (ESP)          | 68e               |

| Tibco-Silicon Valley Bank TIB | Tibco-Silicon Valley Bank TIB | Tibco-Silicon Valley Bank TIB |
| ----------------------------- | ----------------------------- | ----------------------------- |
| Num                           | Coureuse                      | Pos                           |
| 101                           | Alison Jackson (CAN)          | 13e                           |
| 102                           | Nina Kessler (NED)            | 64e                           |
| 103                           | Shannon Malseed (AUS)         | 30e                           |
| 104                           | Rozanne Slik (NED)            | AB                            |
| 105                           | Lauren Stephens (USA)         | 66e                           |

| Parkhotel Valkenburg PHV | Parkhotel Valkenburg PHV | Parkhotel Valkenburg PHV |
| ------------------------ | ------------------------ | ------------------------ |
| Num                      | Coureuse                 | Pos                      |
| 111                      | Lorena Wiebes (NED)      | AB                       |
| 112                      | Nina Buysman (NED)       | AB                       |
| 113                      | Sophie de Boer (NED)     | 54e                      |
| 114                      | Roxane Knetemann (NED)   | 56e                      |
| 115                      | Esther van Veen (NED)    | AB                       |
| 116                      | Demi Vollering (NED)     | 15e                      |

| Alé Cipollini ALE | Alé Cipollini ALE             | Alé Cipollini ALE |
| ----------------- | ----------------------------- | ----------------- |
| Num               | Coureuse                      | Pos               |
| 121               | Chloe Hosking (AUS)           | AB                |
| 122               | Romy Kasper (GER)             | AB                |
| 123               | Soraya Paladin (ITA)          | 3e                |
| 124               | Anna Trevisi (ITA)            | AB                |
| 125               | Marjolein van 't Geloof (NED) | AB                |
| 126               | Eri Yonamine (JPN) (route)    | 46e               |

| Bigla BIG | Bigla BIG               | Bigla BIG |
| --------- | ----------------------- | --------- |
| Num       | Coureuse                | Pos       |
| 131       | Elizabeth Banks (GBR)   | 9e        |
| 132       | Martina Alzini (ITA)    | 38e       |
| 133       | Nicole Hanselmann (SUI) | 74e       |
| 134       | Nikola Nosková (CZE)    | 55e       |
| 135       | Sophie Wright (GBR)     | 47e       |

| Hitec Products-Birk Sport HPU | Hitec Products-Birk Sport HPU | Hitec Products-Birk Sport HPU |
| ----------------------------- | ----------------------------- | ----------------------------- |
| Num                           | Coureuse                      | Pos                           |
| 141                           | Lucy van der Haar (GBR)       | AB                            |
| 142                           | Grace Garner (GBR)            | AB                            |
| 143                           | Ingvild Gåskjenn (NOR)        | 49e                           |
| 144                           | Vita Heine (NOR) (route)      | 11e                           |
| 145                           | Ingrid Lorvik (NOR)           | 33e                           |
| 146                           | Chanella Stougje (NED)        | AB                            |

| Drops DRP | Drops DRP                | Drops DRP |
| --------- | ------------------------ | --------- |
| Num       | Coureuse                 | Pos       |
| 151       | Abby-Mae Parkinson (GBR) | 36e       |
| 152       | Elinor Barker (GBR)      | AB        |
| 153       | Megan Barker (GBR)       | AB        |
| 154       | Anna Christian (GBR)     | 65e       |
| 155       | Eleanor Dickinson (GBR)  | 69e       |
| 156       | Elizabeth Holden (GBR)   | 24e       |

| Grande-Bretagne GBR | Grande-Bretagne GBR | Grande-Bretagne GBR |
| ------------------- | ------------------- | ------------------- |
| Num                 | Coureuse            | Pos                 |
| 161                 | Jessica Roberts     | 39e                 |
| 162                 | Danielle Christmas  | 43e                 |
| 163                 | Anna Docherty       | AB                  |
| 164                 | Lauren Dolan        | 27e                 |
| 165                 | Nicola Juniper      | 50e                 |
| 166                 | Rebecca Raybould    | AB                  |

| Sans équipe ___ | Sans équipe ___    | Sans équipe ___ |
| --------------- | ------------------ | --------------- |
| Num             | Coureuse           | Pos             |
| 171             | Sarah Storey (GBR) | AB              |

| Storey Racing STR | Storey Racing STR      | Storey Racing STR |
| ----------------- | ---------------------- | ----------------- |
| Num               | Coureuse               | Pos               |
| 172               | Elynor Bäckstedt (GBR) | 35e               |
| 173               | Lucy Gadd (GBR)        | AB                |
| 174               | Jayati Hine (GBR)      | AB                |
| 175               | Kelly Murphy (IRL)     | AB                |

| Brother UK-Tifosi-Onform ___ | Brother UK-Tifosi-Onform ___ | Brother UK-Tifosi-Onform ___ |
| ---------------------------- | ---------------------------- | ---------------------------- |
| Num                          | Coureuse                     | Pos                          |
| 181                          | Anna Henderson (GBR)         | 37e                          |
| 182                          | Leah Dixon (GBR)             | 52e                          |

| Tibco-Silicon Valley Bank TIB | Tibco-Silicon Valley Bank TIB | Tibco-Silicon Valley Bank TIB |
| ----------------------------- | ----------------------------- | ----------------------------- |
| Num                           | Coureuse                      | Pos                           |
| 183                           | Rebecca Durrell (GBR)         | 42e                           |

| Brother UK-Tifosi-Onform ___ | Brother UK-Tifosi-Onform ___ | Brother UK-Tifosi-Onform ___ |
| ---------------------------- | ---------------------------- | ---------------------------- |
| Num                          | Coureuse                     | Pos                          |
| 184                          | Jessica Finney (GBR)         | AB                           |
| 185                          | Gabriella Shaw (GBR)         | AB                           |
| 186                          | Emily Wadsworth (GBR)        | 40e                          |

## Organisation
La course est organisée par ASO.